# Everybody Hates Me
Everybody Hates Me è un singolo del duo statunitense The Chainsmokers, pubblicato il 16 marzo 2018 come terzo estratto dal secondo album in studio Sick Boy.

## Classifiche
Il brano ha raggiunto la posizione #96 della classifica italiana ufficiale dei singoli FIMI.

## Video musicale
Il video musicale è stato pubblicato il 2 aprile 2018 sul canale Vevo-YouTube del gruppo.